# メール定額
メール定額（メールていがく）とは、ソフトバンク（当時ボーダフォン）が2005年6月1日にサービスをスタートしたメールに限定したパケット定額制である。

## 概要
- SoftBank 3Gを対象に月額840円（税込）で容量や送信先のキャリアなどを問わずすべてのメールが無料になるサービス。
- 定額対象はメールのみで、デュアルパケット定額との併用は不可能である。